# Nyambehe
Nyambehe är ett vattendrag i Burundi.   Det ligger i provinsen Cibitoke, i den nordvästra delen av landet, 70 km norr om huvudstaden Bujumbura.
Omgivningarna runt Nyambehe är en mosaik av jordbruksmark och naturlig växtlighet. Runt Nyambehe är det tätbefolkat, med 257 invånare per kvadratkilometer.